# Andrés Garrigó
Andrés Garrigó (Barcelona, 4 de noviembre de 1940) es un guionista, productor de cine y director de cine español.

## Biografía
Andrés nació en Barcelona (1940). Su padre era periodista, redactor jefe del diario La Vanguardia.
Tras licenciarse en Ciencias Políticas en la Universidad de Madrid continuó su formación universitaria en Pamplona, licenciándose en la entonces Escuela de Periodismo de la Universidad de Navarra, donde compartió estudios con Antonio Fontán o Ramón Pí, entre otros. Ocupó la dirección del periódico Gaceta Universitaria hasta 1969. Esta publicación, que no pertenecía a ninguno de los sindicatos franquistas como el resto de las publicaciones universitarias, había sido expedientada cuatro veces. Durante su etapa al frente de dicha publicación, entrevistó a Josemaría Escrivá (1967).
En 1969, se trasladó a Bruselas para trabajar en el Institut International d’Etudes sur l’Education. En la capital belga permaneció durante casi treinta años, como corresponsal de los diarios ABC (Madrid) y La Vanguardia (Barcelona). Desde allí también dirigió la agencia de noticias Europe Today que había creado. En la década de los setenta y ochenta, participó en el movimiento Provida, junto a los doctores Jérôme Lejeune, John C. Willke, o Paul Marx.
A finales de los años noventa regresó a Madrid, donde fundó (14 de abril de 2000) y dirigió la productora de documentales para la televisión Goya Producciones, siendo uno pionero en el cine católico en España.

## Producciones
- Fátima, el último misterio (2017), sobre las apariciones de la Virgen de Fátima en 1917.[7]
- Guadalupe: Madre de la Humanidad (2024), sobre las apariciones de la Virgen de Guadalupe en 1531.[8]
- Corazón de padre (2022), sobre la figura de san José de Nazaret.[9]
- Petra de San José (2021), sobre santa Petra de San José.[10]
- Luz de Soledad (2017), sobre santa María Soledad Torres Acosta.[11]
- Poveda (2016), sobre san Pedro Poveda.[12]

## Premios
- Luz de Soledad:
- Premios "Personaje", concedidos por CinemaNet (2017)
- Premio Bravo de Cine (2017)
- Premio Alfa y Omega (2017)

- Fátima, el último misterio:
- Premio del público a la película que “más te tocó el corazón” del Festival Internacional de Cine Católico (2021)

- Petra de San José:
- Nominación a Mejor Fotografía y a Mejor película Extranjera del Festival ICFF (International Christian Film & Music Festival) de Estados Unidos (2024)